# Pleuroploca trapezium
Espèce
Pleuroploca trapezium est une espèce de mollusque gastéropode marin appartenant à la famille des Fasciolariidae.

## Description et caractéristiques
Ce coquillage mesure 20 cm de long maximum, parfois jusqu'à 28 cm.

## Habitat et répartition
- Répartition : océan Indien et ouest de l’océan Pacifique, entre la surface et 40 m de profondeur[3].

## Source
- Arianna Fulvo et Roberto Nistri (2005). 350 coquillages du monde entier. Delachaux et Niestlé (Paris) : 256 p.  (ISBN 2-603-01374-2)